# إدواردو ديفيندي
إدواردو ديفيندي (بالإيطالية: Edoardo Defendi)‏ (24 أغسطس 1991 في إيطاليا - ) هو لاعب كرة قدم إيطالي في مركز الهجوم. لعب مع نادي بريشيا ونادي كومو ونادي أريتسو ونادي فيرالبيسالو وASD Victor San Marino ‏.

## وصلات خارجية
- إدواردو ديفيندي على موقع قاعدة بيانات كرة القدم.إي يو (الإنجليزية)
- إدواردو ديفيندي على موقع Soccerway.com (الإنجليزية)